# Prauw

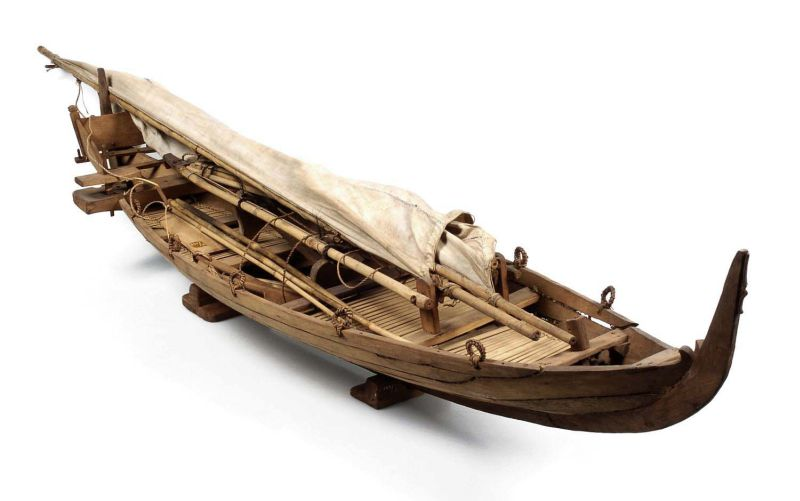
Model van een Zuidoost-Molukse prauw
Wereldmuseum Amsterdam

Prauw is de Nederlandse vertaling van prahoe, een verzamelbegrip voor velerlei middelgrote vaartuigen in Indonesië.

## Gebruik en etymologie
Het woord is afgeleid van het Maleise perahu en wordt in het Nederlands veel gebruikt om eenvoudige vaartuigen in ontwikkelingslanden mee aan te duiden.

## Types

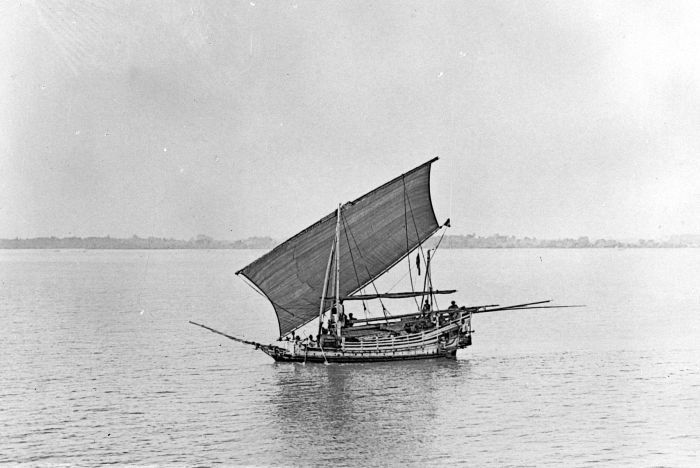
Prahoe koenting te Makassar, jaar onbekend
Wereldmuseum Amsterdam

De prauwvaart was in de gehele Indonesische archipel voor de handel en ten behoeve van militaire doeleinden eeuwenlang het belangrijkste middel van vervoer. Er zijn vele benamingen voor prauwen die vaak het specifieke gebruik ervan aangeven:
- Perahu majang: een vissersboot
- Perahu tōp: een soort handelsprauw
- Perahu kroewis: een kruisboot van de Gouvernementsmarine
- Perahu koenting: een groot vaartuig met een schuin zeil
- kora-kora (Moluks): een grote staatsieroeiprauw
- vlerkprauw: prauw die overal in Oceanië voorkomt en één of twee stangen of balken langszij heeft ter verhoging van de stabiliteit
- Perahu tambangan: veer- en laadprauw die bij het laden en lossen van grotere schepen zorgde voor het vervoer van goederen en personen; in de havens en op de redes waren deze onmisbaar.